# Shake That!
Shake That! (Zatřes s tim!) je píseň německé skupiny Scooter z alba Mind The Gap z roku 2004. Jako singl vyšla píseň v roce 2004. Ve skladbě je výrazná syntetická basa a trubky, které jsou pro Scooter netypické. V refrénu je použit sampl z písně Shake Your Booty od KC & The Sunshine Band. Singl vyšel i jako limitovaná edice.

## Seznam skladeb (limitovaná edice)
1. Shake That! (Radio Edit) – (3:18)
2. Shake That! (Extended) – (5:03)
3. Shake That! (Steve Murano mix) – (5:43)
4. Shake That! (Clubbheads Klubb Dubb) – (3:17)
5. Hyper Hyper (Special Live Version) – (6:14)

## Seznam skladeb (normální edice)
1. Shake That! (Radio Edi)t – (3:18)
2. Shake That! (Extended) – (5:03)
3. Shake That! (Clubmix) – (5:28)
4. Shake That! (Suffix) – (2:55)

## Umístění ve světě
| Hitparáda | Umístění |
| --------- | -------- |
| Švýcarsko | 38       |
| Rakousko  | 12       |
| Finsko    | 9        |
| Švédsko   | 12       |